# Mako (Burkina Faso)
Pour les articles homonymes, voir Mako.

## Géographie
Mako est une commune rurale située dans le département de Gourcy de la province du Zondoma dans la région Nord au Burkina Faso. Situé sur la rive sud de la rivière Kourougui, Mako se trouve à environ 15 km au sud-est du centre de Gourcy, le chef-lieu du département, et 20 km au nord de Yako. Mako se trouve également à 6 km à l'est de Niessèga et de la route nationale 2 reliant le centre et le nord du pays.
Située à quelque dix kilomètres de la ville de Gourcy, Mako fait frontière à l'est avec les villages de Manégo, Zougouugou et Lablago, à l'ouest avec Niessega, au nord avec Koundouba, Pouïma, Kolkom, Ridimbo. Au sud avec les villages de Kizambo et Petit Samba.

## Histoire
Le village de Mako a été fondé par Naaba Fangrè. En langue mooré, « fangrè » signifie sauveur, libérateur. Naaba Fangrè est l'un des descendants de Naaba Kouuda. Ce dernier aurait eu, selon la légende 1001 enfants. À la suite de conflits liés à la royauté, il quitta Ouagadougou pour s'installer à SOURGOU, une localité située à environ 5 kilomètres de Koudougou.
Une nouvelle aventure commença alors. Il aurait conquis plus de 71 villages pour permettre à ses enfants d’asseoir leur règne. Cependant, quatre de ses fils, dont fait partie Naaba Fangrè, décidèrent de continuer vers le nord du pays pour se procurer d’autres terres. Après avoir longtemps marchés, ils arrivèrent finalement dans un village où ils décidèrent de s’arrêter. L’aîné prévient ses petits frères qu’il va s’installer là et nomme l’endroit, Boussou. Etymologiquement cela provient de « Bougsé » qui signifie « convaincre » et effectivement il réussit à les convaincre de poursuivre leur route. D'où le nom de ce village, actuellement commune de la province du Zondoma.
Les trois autres continuèrent leur chemin jusqu’à trouver un autre village. Le cadet discute alors avec à ses petits frères, sur ses intentions de s’établir à cet endroit. Les deux autres ayant accepté, il décida d’y demeurer et fonda ainsi le village de Niessega, dont l’étymologie est « Niéssé » qui signifie « discuter ».
En poursuivant leur périple, le troisième de la fratrie, qui n’est autre que Naaba Fangrè, découvrit des poissons et des caïmans. Subjugué par cet endroit magnifique, il se demanda s’il pourrait partager le lieu avec les caïmans. Après avoir sollicité cette bienveillance auprès des alligatoridés et de Mère Nature, il retourna voir son frère aîné pour lui raconter qu'il avait trouvé un endroit qui lui convenait et qu’il aimerait s’y sédentariser, si c’était possible. Après avoir obtenu l’autorisation, il donna naissance à Mako, dont l’étymologie est « Makin guess » qui signifie « si c’est possible ».
Se sentant abandonné par ses frères, le benjamin continua sa route jusqu'au Yatenga, à Yirma plus précisément, où il finit par se sédentariser.
Naaba Fangrè créa ainsi le village de Mako, et le palais royal fut érigé dans le quartier Nayirssin (chez le chef). Empli de sagesse et voulant agrandir son royaume, il accueillit chaleureusement chaque étranger qui passait, n’hésitant pas à lui offrir une fille en mariage afin que ce dernier ne parte pas a
Au fil du temps, Naaba Fangrè a offert à ses fils des parcelles de terrain sur l’immense superficie dont disposait Mako. Ils ont ainsi créé des quartiers (ou villages). On en compte aujourd’hui 10 qui demeurent sous l’autorité du Naaba actuel. Outre, NAYIRSSIN, où se trouve donc le palais royal, les plus anciens sont TANGSSIN, TINGANDIN et MAKTOGIN. Ces derniers remplissent une fonction importante au sein de Mako. Dans chacun d’eux, un petit groupe de personnes ont un rôle bien précis. A TANGSSIN, on s’occupe de la sécurité du Naaba. Tout ce qui concerne les affaires coutumières (conflits entre personnes, organisation de cérémonies etc.) est géré à TINGANDIN. D’une façon générale, tout ce qui a un lien avec l’eau (sacrifices pour implorer la pluie, protection des caïmans etc.) Les 7 autres étant TOGIN, POUSGIN, NONGNAM, NIESSEGA-TOGIN, MOGRAAGA, GUIROU, et NAYIRSSIN
Depuis juin 2021, Mako à un nouveau roi, NAABA SAAGA.

## Économie
Avec plus de 4000 habitants, la principale activité des villageois se concentre autour de l'agriculture comme à Niessèga, et surtout les maraîchages au nord de la ville,, activités permises grâce à la proximité de Kourougui. Le jardinage vient en deuxième position. L'élevage étant très peu pratiqué.

## Santé et éducation
- Mako accueille un centre de santé et de promotion sociale (CSPS)[4] tandis que le centre médical (CM) de la province se trouve à Gourcy[5].
- Mako possède une école primaire[6] tandis que les collège et lycée d'enseignement général (LEG) se trouvent à Niessèga.

## Sport
- Le village possède une équipe de football qui évolue au niveau régional[7].